# Россум, Гвидо ван
Гвидо ван Россум (нидерл. Guido van Rossum; род. 31 января 1956, Гаага, Нидерланды) — голландский программист, прежде всего известный как автор языка программирования Python. Среди разработчиков Python Гвидо известен как «великодушный пожизненный диктатор» проекта, что означает, что он продолжает наблюдать за процессом разработки Python, принимая окончательные решения, когда это необходимо. С июля 2018 года Гвидо ушёл в постоянный отпуск от диктаторства, оставив за собой право быть обычным разработчиком.
До разработки Python участвовал в проекте по написанию языка для обучения программированию — ABC. Лауреат «Free Software Award» 2001 года.
Покинув в декабре 2012 года корпорацию Google, с 2013 года работал в компании Dropbox Inc, выйдя на пенсию в 2019, а в ноябре 2020 года присоединился к одному из отделов корпорации Microsoft.

## Биография
Гвидо ван Россум родился 31 января 1956 года в Гааге, Нидерланды.
Окончил Амстердамский университет по специальности «математика и информатика» в 1982 году. Затем Россум работал в различных исследовательских институтах, в том числе Голландском центре математики и информатики (Амстердам), Национальном Институте Стандартов (США) и Корпорации национальных исследовательских инициатив (США).
В 2001 году ван Россум получил премию Free Software Award, а в 2002 году — премию Нидерландской ассоциации профессионалов UNIX. В 2006 году Гвидо ван Россум был признан Ассоциацией вычислительной техники «выдающимся инженером».
В декабре 2005 года ван Россум был принят на работу в Google, где он разработал на Python веб-приложение для рецензирования кода Mondrian. Также принимал активное участие в разработке компанией Google сервиса хостинга сайтов и web-приложений Google App Engine. 7 декабря 2012 года был последним днём работы в Google. C 1 января 2013 года приступил к работе в Dropbox.
12 июля 2018 года ван Россум объявил о своём намерении покинуть пост «великодушного пожизненного диктатора» проекта по разработке языка программирования Python.
В октябре 2019 года покинул Dropbox и вышел на пенсию.
В ноябре 2020 года на своём Твиттер-канале заявил о своём решении присоединиться к подразделению разработки компании Microsoft.

### Личная жизнь
Гвидо ван Россум — брат Юста ван Россума (нидерл. Just van Rossum), шрифтового дизайнера и программиста. Юст создал шрифт, который используется в логотипе «Python Powered».
В настоящее время Гвидо живёт в Калифорнии с женой-американкой Ким Нэп (англ. Kim Knapp) и их сыном Орлейном (Orlijn).